# وانغ فوتسي
وانغ فوتسي (بالصينية: 王夫之؛ ببينيين: Wáng Fūzhī)
فيلسوف صيني ولد عام 1619 بهينغ يانغ وتوفي سنة 1693، عاش في أواخر حقبة الحكم المينغي وفي بداية الحكم التشينغي اهتم بفلسفة الأخلاق والسياسة والمعرفة وماوراء العالم الشاهد؛ تأثر وانغ فوتسي بفلاسفة محليين من الصين منهم كونفوشيوس وتشانغ زاي وتشو شي. ألف وانغ فوتسي ما يقارب 100 كتاب ولكنها في عداد المفقود وما بقي منها جمع في جامع يسمى «شان تشانغ يـيـشو تشانغ شو» (Ch’uan-shan i-shu ch’uan-chi).

## حياته
ولد وانغ فوتسي عام 1619 في مدينة هينغ يانغ التابعة لولاية هنان في الصين وقتذاك، وولد لعائلة متعلمة إذ كان والده من العلماء. عندما بلغ الـ 24 من عمره وبُعَيْدَ نجاحه في الامتحان الحكومي للحصول على ظيفة حكومية، قام المانشويون بغزو الصين لإقامة الدولة التشينغية فحال هذا الغزو دونه ودون تحقيق أمنيته المهنية؛ بقي وانغ فوتسي على ولائه وإخلاصه في بيعته لأسرة مينغ الحاكمة التي ناضل من أجلها بل وحارب الغزاة في البداية إلا أن شوكة المانشويون لم تنكسر واظطر وانغ للاختباء فهرب نحو جبال «شان تشانغ»، وموطنه الجديد هذا هو مصدر إسمه المستعار «شان تشانغ»، إلى أن توفي عام 1693 عن عمر يناهز 74 سنة.

## الكونفشيوسية السلفية
كان وانغ فوتسي كونفشيوسيا إلا أنه كان مستاءً مما وصلت إليه الكونفشيوسية المبتدعة - الكونفشيوسية الجديدة - فقام بمحاولات إصلاحية من خلال العودة بها إلى ما كان عليه السلف الكونفشيوسيون أي العودة إلى الأصول ونبذ كل البدع الجديدة التي لا تمت بصلة إلى الكونفشيوسية الأصولية بل كانت هذه المبتدعات في نظره نوع من التحريف للتعاليم الكونفشيوسية. وفي هذا الصدد كتب شروحات وتعليقات على الكلاسيكيات الكونفشيوسية وبالأخص تعليقاته على (جي جنج) «كتاب التغيرات» حيث ألف خمسة مؤلفات في شرح هذا الكتاب وحده، وهذا كله ليس من أجل نزعته السلفية فقط بل كذلك لتطوير فلسفة جديدة في مبحث ماوراء العالم الشاهد (الميتا فيزيقيا).

## الدهرية
تعتبر رؤية وانغ فوتسي العلوية، أي في الميتافيزيقيا، رؤية دهرية النزعة نوعا ما: لا وجود إلا لـ «تشي» (الطاقة أو القوى المادية)؛ أما «لي» (المبدأ، المثال أو الفكرة) المفهوم المركزي في الكونفشيوسية الأصلية فلا يتصف بصفة الوجود بذاته أي أن وجوده وجود غير قائم بذاته، ويؤول وانغ فوتسي مبدأ «لي» على أنه مبدأ «تشي»، و «تشي» قديم غير أزلي وعليه فالكون أيضا قديم غير حادث. هذا ولم يصل إلينا شيء من تراث وانغ فوتسي عن الوجود نفسه أي عن فلسفته في الوجود.

## في الأخلاق
إذا قيل أن الحكم على الشيء فرع عن تصوره فإن هذا ما ينطبق تماما على فلسفة فوتسي في الأخلاق إذ أن لنظرته الدهرية أثر مباشر على منظومة الأخلاق، فهو يرى أن «الفضيلة» و «القيمة» يعيّنها الإنسان أما الطبيعة نفسها فخالية من أية قيمة أو معنى. الطبيعة الإنسانية عند فوتسي وظيفة من وظائف طبيعة الإنسان المادية عند ولادته وخلال التغييرات التي تحدث في حياته، وهذه التغييرات تصدر عن العلاقات بين كينونات ذات طبع أخلاقي والأشياء المادية الأخرى؛ هذه العلاقات هي في المقام الأول مسألة الرغبات والرغبة لا يجري عليها تقبيح ولا تحسين بما هي رغبة ولكن لا مفر منها بل يمكن أن تكون مفيدة، أما الشر فيأتي نتيجة غياب الاعتدال وليس لواقع العالم المادي أي دخل فيه، وعليه إن الأخلاق متجذرة في الطبيعة الإنسانية.

## في المعرفة
لا يفصل وانغ فوتسي بين العلم والعمل لأن المعرفة والفعل متشابكان؛ وأكد جاهدا على ضرورة كسب المعرفة بالحواس والنظر؛ المعرفة الحسية كالمعرفة النظرية معرفة تنشأ وتتراكم خطوة خطوة لارتباط الفعل بالمعرفة مما يعني أن اكتساب المعرفة عملية تمشي ببطئ وتفتقر إلى الجهاد لأن العمل أساس المعرفة والعمل جهد وكدح. هذا يلزم منه أن النظر ينمو بنمو الفعل الحسي، أي أن تطور العقل النظري مرهون بتطور العمل الحسي والتجربة عموما.

## في السياسة
إلى جانب موقفه الدهري، اكتسب وانغ فوتسي شعبية كبيرة في الصين الحديثة كنتيجة لتفكيره السياسي التاريخي، ففوتسي دعا إلى رفع مقادير الضرائب لتقليص نفوذ وقوة ملاك الأراضي ولتحفيز الفلاحين على امتلاك الأراضي كي لا تبقى الدُّولَة بين الأغنياء فقط. وكان يرى أن دور الحكومة يجب أن يكون رهن رفاهية الرّعيّة وليس رفاهية الطبقة الحاكمة حصرا.
أما التاريخ فيعيد نفسه باستمرار، والحضارة الإنسانية إنما تُنَمّي نفسها في ظلال هذه الإستمرارية على خلفية دورات تتداول بين الناس في الازدهار والفوضى، كما تنمي نفسها كنتيجة صلاح السيادة والرعية كليهما.

## من أقواله
- نعيش في عالم مادي وعلينا أن نتفاعل مع الآن لا مع الماضي.
- المقصود من الصراط (طاو) هو أن نتعامل مع الأشياء الملموسة (...) كانت نظرة لاوزي مختلفة فقال إن الصراط يتواجد في الفراغ (...) ونظرة بوذا كانت كذلك مختلفة فقال إن الصراط يتواجد في الصمت (...) وأنا أقول: يمكن للإنسان أن يستمر في تمتمة هذا الكلام المبالغ فيه، لكن لا أحد يستطيع الإفلات من الواقع الملموس.

## وصلات خارجية
- وانغ فوتسي على موقع الموسوعة البريطانية (الإنجليزية)